# Silnice II/178
Silnice II/178 je silnice II. třídy, která vede z Vodokrt do Blovic. Je dlouhá 11,4 km. Prochází jedním krajem a jedním okresem.

## Vedení silnice

### Plzeňský kraj, okres Plzeň-jih
- Vodokrty (křiž. II/183, III/1781)
- Řenče (křiž. III/11755)
- Únětice
- Seč (křiž. I/20, III/1778, peáž s I/20)
- Blovice (křiž. II/117, III/1777)